# Троянівська сільська рада (Житомирський район)
Троянівська сільська рада — колишня адміністративно-територіальна одиниця та орган місцевого самоврядування у Троянівському, Житомирському і Коростишівському районах Волинської округи, Київської й Житомирської областей Української РСР та України з адміністративним центром у с. Троянів.

## Населені пункти
Сільській раді були підпорядковані населені пункти:
- с. Троянів
- с. Ставецьке

## Населення
Кількість населення ради станом на 1923 рік становила 6 041 особу, кількість дворів — 1 058.
Кількість населення ради, станом на 1931 рік, складала 712 осіб.
Відповідно до результатів перепису населення СРСР, кількість населення ради станом на 12 січня 1989 року становила 2 645 осіб.
Станом на 5 грудня 2001 року, відповідно до перепису населення України, кількість мешканців сільської ради становила 1 984 особи.

## Склад ради
Рада складалася з 16 депутатів та голови.

### Керівний склад сільської ради
| ПІБ                    | Основні відомості                                                 | Дата обрання | Дата звільнення |
| ---------------------- | ----------------------------------------------------------------- | ------------ | --------------- |
| Білеуш Микола Іванович | Сільський голова, 1956 року народження, освіта                    | 26.03.2006   | 31.10.2010      |
| Білеуш Микола Іванович | Сільський голова, 1956 року народження, освіта вища, безпартійний | 31.10.2010   |                 |

Примітка: таблиця складена за даними джерела

## Історія
Створена 1923 року в складі с. Троянів та хутора Висока Пасіка Троянівської волості Житомирського повіту Волинської губернії. Станом на 10 жовтня 1925 року в підпорядкуванні значився х. Ставецький (Ставецька). Після 1925 року х. Висока Пасіка не перебував на обліку населених пунктів.
Станом на 1 вересня 1946 року сільська рада входила до складу Троянівського району Житомирської області, на обліку в раді перебувало с. Троянів та х. Ставецька (згодом — Ставецьке).
12 травня 1958 року, відповідно до рішення Житомирського облвиконкому № 442 «Про об'єднання сільських рад депутатів трудящих по Житомирському району», підпорядковано села Головенка та Залізня ліквідованої Залізнянської сільської ради Житомирського району.
На 1 січня 1972 року сільська рада входила до складу Житомирського району Житомирської області, на обліку в раді перебували села Головенка, Залізня, Троянів та Ставецьке.
17 квітня 1996 року, відповідно до рішення Житомирської обласної ради «Про утворення Головенківської сільської ради Житомирського району», села Головенка та Залізня передані до складу новоутвореної Головенківської сільської ради Житомирського району.
Виключена з облікових даних 17 липня 2020 року. Територію та населені пункти ради, відповідно до розпорядження Кабінету Міністрів України № 711-р «Про визначення адміністративних центрів та затвердження територій територіальних громад Житомирської області», включено до складу Новогуйвинської селищної територіальної громади Житомирського району Житомирської області.
Входила до складу Троянівського (7.03.1923 р.), Житомирського (28.11.1957 р., 4.01.1965 р.) та Коростишівського (30.12.1962 р.) районів.